# Rio de Janeiro (delstat)
Rio de Janeiro är en delstat i östra Brasilien. Folkmängden uppgick år 2014 till cirka 16,5 miljoner invånare. Huvudstad är Rio de Janeiro. Staten har 8,2% av den brasilianska befolkningen och producerar 9,2% av landets BNP.

## Kommuner
- Angra dos Reis
- Aperibé
- Araruama
- Areal
- Armação dos Búzios
- Arraial do Cabo
- Barra do Piraí
- Barra Mansa
- Belford Roxo
- Bom Jardim
- Bom Jesus do Itabapoana
- Cabo Frio
- Cachoeiras de Macacu
- Cambuci
- Campos dos Goytacazes
- Cantagalo
- Carapebus
- Cardoso Moreira
- Carmo
- Casimiro de Abreu
- Comendador Levy Gasparian
- Conceição de Macabu
- Cordeiro
- Duas Barras
- Duque de Caxias
- Engenheiro Paulo de Frontin
- Guapimirim
- Iguaba Grande
- Itaboraí
- Itaguaí
- Italva
- Itaocara
- Itaperuna
- Itatiaia
- Japeri
- Laje do Muriaé
- Macaé
- Macuco
- Magé
- Mangaratiba
- Maricá
- Mendes
- Mesquita
- Miguel Pereira
- Miracema
- Natividade
- Nilópolis
- Niterói
- Nova Friburgo
- Nova Iguaçu
- Paracambi
- Paraíba do Sul
- Parati
- Paty do Alferes
- Petrópolis
- Pinheiral
- Piraí
- Porciúncula
- Porto Real
- Quatis
- Queimados
- Quissamã
- Resende
- Rio Bonito
- Rio Claro
- Rio das Flores
- Rio das Ostras
- Rio de Janeiro
- Santa Maria Madalena
- Santo Antônio de Pádua
- São Fidélis
- São Francisco de Itabapoana
- São Gonçalo
- São João da Barra
- São João de Meriti
- São José de Ubá
- São José do Vale do Rio Preto
- São Pedro da Aldeia
- São Sebastião do Alto
- Sapucaia
- Saquarema
- Seropédica
- Silva Jardim
- Sumidouro
- Tanguá
- Teresópolis
- Trajano de Morais
- Três Rios
- Valença
- Varre-Sai
- Vassouras
- Volta Redonda